# Cibitoke

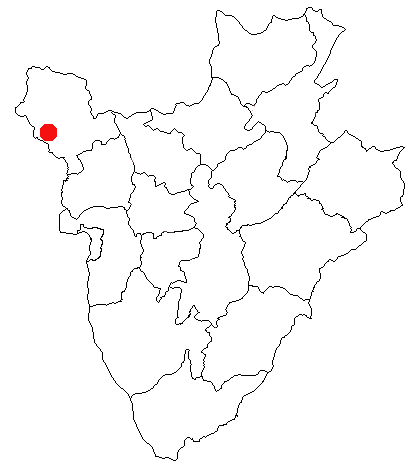
Cibitokes läge på karta över Burundi.

Cibitoke är en stad i nordvästra Burundi, belägen på 915 meters höjd över havet. Den är huvudort i  provinsen Cibitoke. Folkmängden uppgick till 10 644 invånare vid folkräkningen 2008.